# حباب اقتصادی
حباب اقتصادی داد و ستد با حجم و نرخ بسیار بیشتر از ارزش واقعی مورد معامله است. چون تعیین ارزش واقعی، کار دشواری است معمولاً پس از افت ناگهانی قیمت و به اصطلاح ترکیدن حباب متوجه وجود حباب می‌شوند.
ویژگی حباب، موقّتی بودن آن است. حباب گاهی به صورت دید غیرواقع‌بینانه و غیرممکن در مورد آینده نیز بیان می‌شود.
به دلیل اینکه تعیین قیمت واقعی کالاها دشوار است معمولاً بعد از کاهش شدید قیمت در مدت کوتاه حباب‌ها شناسایی می‌شوند. معمولاً این کاهش قیمت زیاد در مدت کوتاه ترکیدن حباب نام دارد. دلیل انبساط و انقباض اقتصادی شدید که در هنگام وقوع حباب اقتصادی رخ می‌دهد یک سیستم بازخورد مثبت است که در تضاد با تعادل اقتصادی که در آن بازخورد منفی وجود دارد است. قیمت‌ها در اقتصاد حبابی دچار تغییرات شدید می‌شوند و تعیین قیمت بر اساس عرضه و تقاضا  و موقعیت زمانی که در آن قرار گرفته شود دشوار است.

## تأثیر اقتصادی
دو مکتب اصلی در اقتصاد امروزی وجود دارد. مکتب رایج در اقتصاد ادعا می‌کند که حباب‌ها از قبل قابل پیش‌بینی نیستند و تلاش برای جلوگیری از شکل‌گیری آن‌ها ممکن است به بحران اقتصادی منجر شود. در این تئوری اقتصاد دانان باید بعد از ترکیدن حباب به فکر راهکارهای چاره برای مقابله با عوارض آن باشند. این مکتب معمولاً با مکتب اقتصاد کینز و سیستم اقتصادی مرکزی همخوانی دارد.
در مکتب اقتصاد اتریشی ایجاد حباب به شدت دارای تأثیرات منفی اقتصادی است زیرا باعث هدر رفتن منابع اقتصادی در پروژه‌هایی که دارای ارزش واقعی نیستند می‌شود. از این رو حباب به دلیل ایجاد نقدینگی در جهت نامناسب، اکثراً به کمک دولت یا بانک مرکزی، ایجاد می‌شود که باعث انبساط موقت در بخشی از اقتصاد خواهد شد؛ ولیکن به دلیل غیرواقعی بودن این انبساط و وابستگی آن به اعتبار و تسهیلات ایجاد شده توسط بانک انقباض شدیدی بعد از این انبساط اتفاق خواهد افتاد. این انقباض باعث ترکیدن حباب و ورشکستگی بسیاری خواهد گردید.
معمولاً ترکیدن حباب همراه با انتقال شدید ثروت از بخشی از جامعه به بخشی دیگر است. از این رو آگاهی از حباب پیش از ترکیدن آن می‌تواند در ذخیره ثروت توسط عده‌ای معدود بسیار تأثیرگذار باشد.

## دلایل شکل‌گیری حباب
در سال ۱۹۷۱ در آمریکا شوک نیکسون اتفاق افتاد که در آن ایالات متحده به صورت یکطرفه پیمان برتون وودز را لغو کرد و وابستگی پول آمریکا به طلا را لغو نمود. اینکار باعث افزایش شدید نقدینگی و شکل‌گیری حبابهای بسیار بزرگ در ایالات متحده شد و تنها زمانی که سود بانکی به حدود ۱۴ درصد رسید بانک مرکزی آمریکا توانست این حباب‌ها را مهار کند.
به‌طور مشابه کاهش نرخ بهره برای وامهای بانکی بین سال‌های ۲۰۰۱ تا ۲۰۰۴ از دلایل مهم شکل‌گیری حباب مسکن در ایالات متحده و ترکیدن آن در سال ۲۰۰۸ میلادی بود. این ترکیدن حباب مسکن باعث ورشکستگی موسسات مالی بزرگی نظیر برادران لهمان شد.

### افزایش بیش از حد نقدینگی
به دلیل استفاده تمامی کشورهای دنیا از پول بی پشتوانه محدودیت خاصی در زمینه تولید پول توسط بانک مرکزی و موسسات بانکی وجود ندارد. بسیاری حباب‌ها در زمانی شکل می‌گیرند که موسسات مالی برای سود بیشتر اقدام به عرضه تسهیلات بانکی با سود غیرواقعی و بیش از حد می‌کنند. به دلیل اینکه تمامی موسسات بانکی از سیستم بانکداری ذخیره کسری استفاده می‌کنند این تولید تسهیلات برای موسسات بانکی بدون هزینه واقعی است. این ریسک بیش از حد موسسات بانکی باعث ایجاد تسهیلات اعتباری بیش از حد و اعطای آن به افرادی که احتمال بازپس دادن این تسهیلات در مورد آن‌ها کم است می‌شود. از این رو افراد زیادی با استفاده از این اعتبارات بانکی به سرمایه‌گذاری در بخشی خاص اقدام می‌کنند. این کار باعث انبساط اقتصادی شدید در بخشی می‌شود؛ ولیکن در زمانی که زمان بازپرداخت این تسهیلات فرا می‌رسد به دلیل اینکه ارزش واقعی این بخش اقتصادی کمتر از قیمت حبابی آن است بسیاری از این افراد از باز پس دادن اعتبارات عاجز خواهند ماند. از این رو در این زمان انقباض اقتصادی شدیدی اتفاق می‌افتد که باعث ترکیدن حباب و فیدبک مثبت می‌شود. ترکیدن حباب باعث ترس در بین مردم و کاهش شدیدتر قیمت‌ها خواهد گشت.

## دلایل روانی

### تئوری احمق بزرگتر
یک تئوری اقتصادی که در کتابهای اقتصادی بسیار رایج بوده ولیکن به صورت علمی مطالعه نشده‌است تئوری احمق بزرگتر است. در این تئوری بسیاری افراد با اینکه می‌دانند قیمت فعلی بیش از حد واقعی است چون احتمال زیاد می‌دهند که فرد دیگری را پیدا خواهند کرد که او کالای مورد نظر را با قیمت بیشتر خریداری کند (احمق بزرگتر) اقدام به سرمایه‌گذاری می‌کنند. در این تئوری حباب‌ها تا وقتی ادامه می‌یابند که احمق‌هایی وجود داشته باشند که حاضر باشند کالای مورد نظر را با قیمت بیش از حد واقعی خریداری کنند.

### پیش‌بینی آینده
یک دلیل دیگر شکل‌گیری حباب بررسی قیمت‌ها به صورت تاریخی و پیش‌بینی حفظ رویه فعلی است. به دلیل اینکه در تعیین قیمت‌ها عوامل بسیار زیادی نقش دارند پیش‌بینی آینده قیمتها بسیار دشوار است.

### تفکر گوسفندی
به دلیل اینکه افرادی که در جهت حباب سرمایه‌گذاری می‌کنند تا زمان ترکیدن حباب سود بسیاری به دست خواهند آورد. اقتصاددانانی که با حباب مخالفت کنند عموماً به عنوان افراد ضرر ده مطرح می‌شوند. از این رو اتفاق موضع مخالف حباب بسیار ضد جمع بوده و باعث طرد شدن در بین همکاران خواهد گشت. از این رو بسیاری از اقتصاد دانان با اینکه می‌دانند بخشی از اقتصاد حبابی است مردم را برای سود کوتاه مدت به آن سمت تشویق می‌کنند.